# 康熙秘史
《納蘭與康熙》是中國大陸導演尤小剛的清朝秘史四部曲中的最後一部曲，此劇圍繞着年少時的康熙帝的功績、好友及情人的鬥爭。此劇集兩岸三地、老中青三代的演員、如：夏雨、钟汉良、胡靜、蔡琳等。
本剧历时两年创作和拍摄完成。2006年11月18日，中北电视艺术中心有限公司在中北国际影视学校举行首播前观众看片会，数百名观众与媒体参加。11月21日，剧组在中国电影博物馆举办北京首播发布会。导演尤小刚、十余位演员同多家媒体见面。自11月29日晚19:30在BTV-4首播，每天3集连播，共42集。同年12月25日至2007年2月17日，在香港亞洲電視本港台首次播映，共41集。

## 劇情概梗
講述少年、青年康熙帝的故事。从他在16岁亲政到31岁时大局初定。

## 主要演員
| 演员   | 角色         | 关系 |
| 夏 雨  | 愛新覺羅玄燁 | 大清皇帝，顺治帝第三子                                                                                               |
| 蔡 琳  | 赫舍里氏     | 康熙帝的皇后 |
| 丁志強 | 愛新覺羅胤礽 | 大清皇太子，康熙帝和皇后之子                                                                                         |
| 鍾漢良 | 納蘭性德     | 明珠之子，满洲第一才子，康熙帝伴读兼御前侍卫                                                                         |
| 胡 靜  | 青格兒/沈宛  | 鳌拜之女，实为前清名将沈钧之女；平定三藩之前被迫嫁与尚之信；十年后，化名沈宛，与纳兰性德重逢，新婚之夜，被带进宫中。 |
| 鄔倩倩 | 孝莊太皇太后 | 愛新覺羅玄燁的親祖母                                                                                                 |
| 石小群 | 那拉·惠兒    | 纳兰性德表妹 |
| 杜雨露 | 鰲 拜        | 輔政大臣之一 |
| 李菲儿 | 端 敏        | |
| 是 安  | 曹 寅        | 康熙帝伴读兼御前侍卫                                                                                                 |
| 白慶琳 | 盧 蕊        | 纳兰性德嫡福晋 |
| 威 力  | 福 全        | 二阿哥，顺治帝第二子                                                                                                 |
| 劉 燦  | 班布爾善     | |
| 俞煒鋒 | 索額圖       | 索尼之子，皇后之叔叔                                                                                                 |
| 狄劍青 | 安親王       | |
| 薄貫君 | 明 珠        | 纳兰性德之父 |
| 王旭峰 | 蘇克薩哈     | 輔政大臣之一 |
| 李国华 | 遏必隆       | 輔政大臣之一 |
| 雷牧   | 穆里玛       | |
| 庄瑾   | 苏墨儿       | 孝莊皇太后贴身侍女                                                                                                   |
| 胡中虎 | 梁九功       | 康熙帝贴身太监 |
| 孙秀晨 | 宁嬷嬷       | 皇后贴身嬷嬷 |
| 蔡文艳 | 桂夫人       | |
| 赵连军 | 康亲王       | |
| 陆恩华 | 肖 婉        | 青格儿的母亲，被迫从了鳌拜，后服毒自杀                                                                               |
| 任宇卿 | 尚之信       | 三藩之一尚可喜之子                                                                                                   |
| 董子武 | 吴三桂       | 三藩之一 |

## 参加演出
蔡方云、陈曦、王珂、张亮、赵晨一、王端端、孙冰、马维福、王晓、杨春、王权、丁志强、沈长林、马文俊、李宁、董鹿、石峻奇、张永民、赵福愉、高兴彪、闫家慧、绳永琴、刘莉、张永强、耿俊、马强、石占营

## 電視劇歌曲
| 曲序 | 曲目                         |        | 作曲   | 演唱者        |
| ---- | ---------------------------- | ------ | ------ | ------------- |
| 1.   | 《一万次呼喊》（主題曲）     | 尤小刚 | 周志勇 | 钟汉良&石小群 |
| 2.   | 《一生有爱能几回》（片頭曲） | 石佰灵 | 石佰灵 | 石佰灵        |
| 3.   | 《天造地设是一双》（片尾曲） | 尤小刚 | 张宏光 | 新宠儿        |

## 作品的變遷
| 中华人民共和国BTV-4 19:30 - ？ · | 中华人民共和国BTV-4 19:30 - ？ ·   | 中华人民共和国BTV-4 19:30 - ？ · |
| -------------------------------- | ---------------------------------- | -------------------------------- |
|                                  | 康熙秘史 (2006.11.29 - 2006.12.？) |                                  |
| ？                               | ？                                 |                                  |

### 清朝秘史系列的電視劇
講述清朝初年的幾位皇帝及太子年少時鮮為人知的事蹟。
- 《孝莊秘史》(愛新覺羅福臨，不過劇情主要講述愛新覺羅多爾袞與孝莊皇后)
- 《皇太子秘史》(愛新覺羅胤礽，康熙次子)
- 《太祖秘史》(愛新覺羅努爾哈赤)
- 《納蘭與康熙》(愛新覺羅玄燁)